# ورزشگاه مونیفیپال سانتو دومینگو

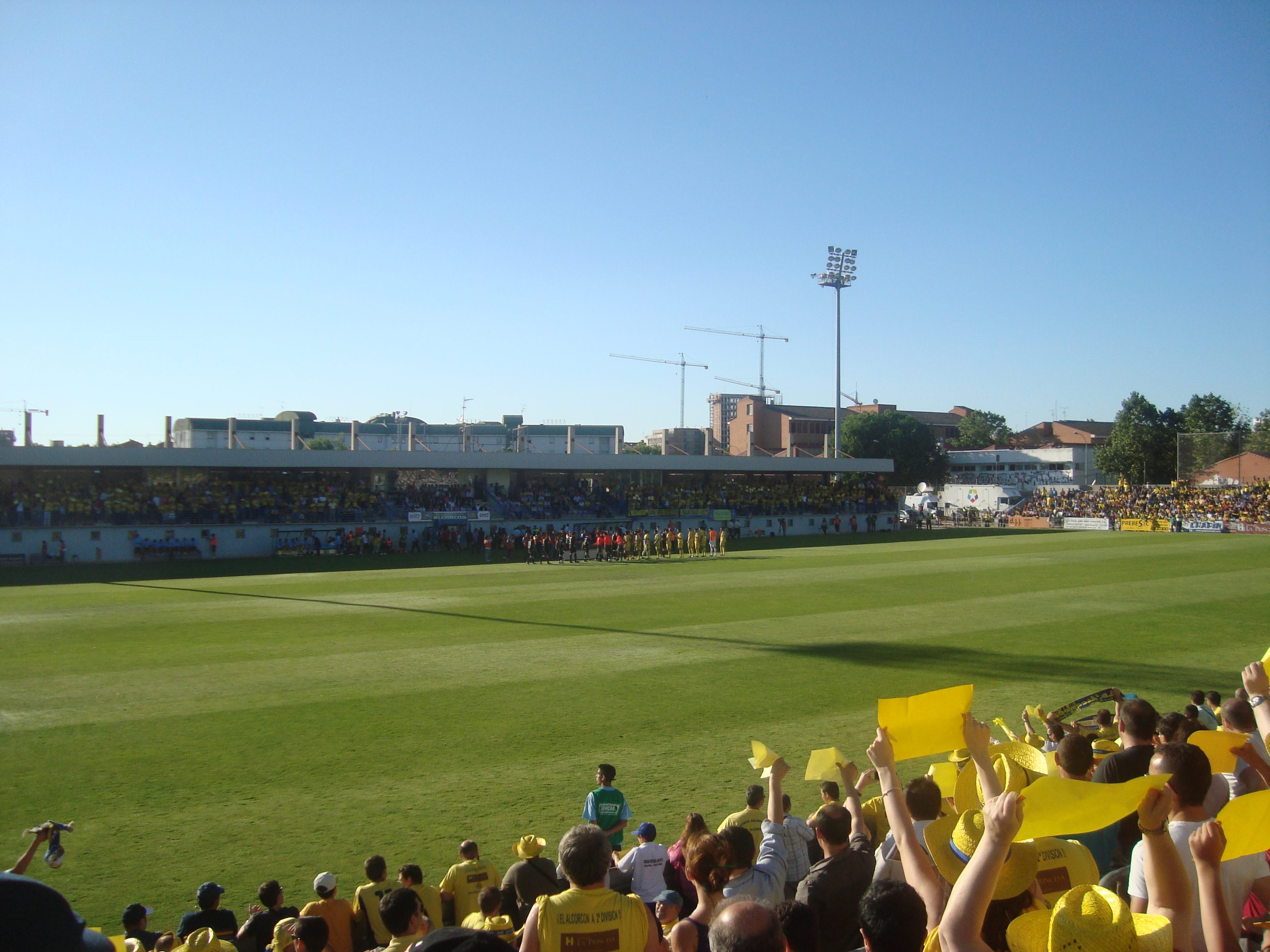
ورزشگاه مونیفیپال سانتو دومینگو در کشور اسپانیا.

ورزشگاه مونیفیپال سانتو دومینگو (به اسپانیایی: Municipal de Santo Domingo (Alcorcón)) با ظرفیت ۳٬۰۰۰ نفر یکی از ورزشگاه‌های فوتبال کشور اسپانیا است که در شهر آلکورکون ایالت مادرید واقع شده‌است. این ورزشگاه در سال ۱۹۷۱ بازگشایی شد و در حال حاضر بازی‌های خانگی باشگاه فوتبال آلکورکون در آن برگزار می‌گردد.